# Miša Maiskis
Miša Maiskis (10. leden 1948, Riga, Lotyšsko) je lotyšský violoncellista.
Hrát na violoncello začal v osmi letech. Studoval na městské hudební škole v Rize a později na místní konzervatoři. Roku 1962 ve věku 14 let přešel na leningradskou konzervatoř a po roce na moskevskou konzervatoř do třídy Mstislava Rostropoviče. Roku 1966 obdržel šestou cenu na Čajkovského mezinárodní soutěži v Moskvě.
Roku 1970 byl uvězněn v pracovním táboře. Po propuštění se rozhodl pro emigraci do Izraele a poté se usídlil v Bruselu. Roku 1973 vyhrál mezinárodní soutěž Gaspara Cassadó ve Florencii. Ve stejném roce debutoval v Carnegie Hall s Pittsburským symfonickým orchestrem pod vedením Williama Steinberga. V roce 1974 studoval hru na violoncello u Grigorije Pjatigorského.